# Red inalámbrica mallada

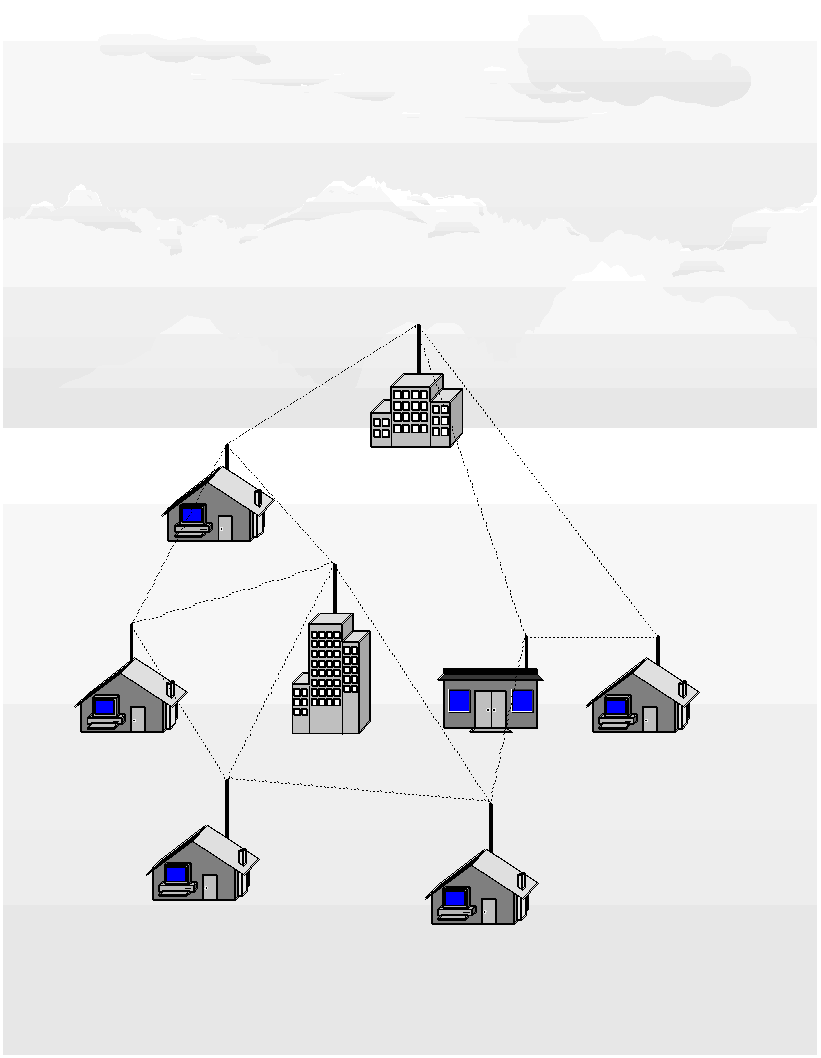
Red inalámbrica en malla

Una red inalámbrica mallada es una red en malla, o mesh en inglés, implementada sobre una red inalámbrica.

## Conceptos básicos
Las redes inalámbricas malladas, redes acopladas, o redes de malla inalámbricas de infraestructura, para definirlas de una forma sencilla, son aquellas redes en las que se mezclan las dos topologías de las redes inalámbricas, la topología Ad-hoc y la topología infraestructura. Básicamente son redes con topología de infraestructura pero que permiten unirse a la red a dispositivos que a pesar de estar fuera del rango de cobertura de los puntos de acceso están dentro del rango de cobertura de alguna tarjeta de red (TR) que directamente o indirectamente está dentro del rango de cobertura de un punto de acceso (PA).
Permiten que las tarjetas de red se comuniquen entre sí, independientemente del punto de acceso. Esto quiere decir que los dispositivos que actúan como tarjeta de red pueden no mandar directamente sus paquetes al punto de acceso sino que pueden pasárselos a otras tarjetas de red para que lleguen a su destino.
Para que esto sea posible es necesario el contar con un protocolo de enrutamiento que permita transmitir la información hasta su destino con el mínimo número de saltos o con un número que aun no siendo el mínimo sea suficientemente bueno. Es resistente a fallos, pues la caída de un solo nodo no implica la caída de toda la red.
La tecnología mallada siempre depende de otras tecnologías complementarias, para el establecimiento de una red de retorno debido a que los saltos entre nodos, provoca retardos que se van añadiendo uno tras otro, de forma que los servicios sensibles al retardo, como la telefonía IP, no sean viables.
La utilización de Wimax 5.4 GHz puede ser una solución de backhaul, aceptable para fortalecer el alcance de la red mallada, pero en muchos casos supone la renuncia a la banda 5,4 GHz, para dar accesos a usuarios.
Utilizando tecnologías licenciadas (por ejemplo 802.16, en la banda de 3.5 GHz), para la creación del backhaul, es posible ofrecer accesos a los usuarios en 2.4 GHz y en 5.4 GHz. Esto posibilita que los usuarios dispongan del 80% más de canales libres, aumentando el número de usuarios concurrentes en un 60-80 %. 
A modo de ejemplo podemos ver la estructura de una red inalámbrica mallada formada por ocho nodos. Se puede ver que cada nodo establece una comunicación con todos los demás nodos. 

## Arquitectura
La arquitectura de una red inalámbrica es el primer paso para llegar a proporcionar redes con un gran ancho de banda, de forma eficaz y dinámica sobre los costos en un área de cobertura específica. Las infraestructuras de una arquitectura de malla inalámbrica es en efecto un router de la red menos el cableado entre los nodos . Está construido por pares de dispositivos de radio que no tienen que estar cableados a un puerto como los puntos de acceso WLAN tradicionales (PA) lo hacen. La arquitectura de malla sostiene la intensidad de la señal mediante las largas rupturas a distancias, en una serie de saltos más cortos . Los nodos intermedios no sólo aumentan la señal, también hacen cooperativamente decisiones de envío sobre la base de su conocimiento de la red, es decir, realizan un enrutamiento. Tal arquitectura con un diseño cuidadoso puede proporcionar un gran ancho de banda, eficiencia espectral y una ventaja económica sobre el área de cobertura.
Las redes de mallas inalámbricas tienen una topología relativamente estable a excepción a la falta ocasional de los ganglios o la adición de nuevos nodos . La ruta de acceso de tráfico, que se agregan a partir de un gran número de usuarios finales, no cambia con frecuencia. Prácticamente todo el tráfico en una infraestructura de red de malla es transmitida hacia o desde una puerta de enlace, mientras que en las redes ad hoc o redes de malla cliente el tráfico fluye a través de unos pares de nodos arbitrarios.

## Aplicaciones
Las redes malladas facilitan la comunicación inalámbrica, brindando así soluciones a las necesidades que afrontan las comunicaciones ofreciendo una amplia flexibilidad en los enlaces ya que los mismos pueden punto a punto, punto a multipunto, multipunto a multipunto. 
Aplicaciones actuales: 
•Motorola: la compañía Motorola utiliza las redes inalámbricas en todas sus aplicaciones de datos, voz y vídeo.  Ofrece también a sus clientes soluciones malladas que brindan acceso a una red de banda ancha destinada a los servicios de seguridad en las empresas públicas y privadas.
•Serval Mesh: la malla Serval es una aplicación para teléfonos Android que consiste en convertir a cada móvil en un servidor que permita la comunicación entre varios teléfonos inteligentes, incluso cuando no cuenten con una conexión celular. Funciona mediante wifi o por la formación de redes espontáneas creadas por los móviles, permitiendo realizar llamadas privadas, enviar mensajes de texto y archivos de manera segura y privada desde lugares donde las redes de teléfonos fallan o no están disponibles.
•Lugro Mesh: red comunitaria y libre que brinda acceso a Internet de forma gratis a los habitantes de Rosario (Argentina).

## Protocolos
Hay más de 60 esquemas competentes para el encaminamiento de paquetes a través de redes malladas. Algunos de éstos incluyen:
- AODV (Ad-hoc On Demand Distance Vector)
- B.A.T.M.A.N. (Better Approach To Mobile Adhoc Networking)
- BMX (BatMan eXperimental)
- BATMAN-ADV (Batman Advance (capa2))
- PWRP (Predictive Wireless Routing Protocol)
- DSR (Dynamic Source Routing)
- OLSR (Optimized Link State Routing protocol)
- TORA (Temporally-Ordered Routing Algorithm)
- HSLS (Hazy-Sighted Link State)
- Babel (a loop-free distance-vector routing protocol)

El IEEE está desarrollando un conjunto de estándares bajo el título 802.11s para definir una arquitectura y un protocolo para la red mallada ESS.

## Funcionamiento
Las redes inalámbricas malladas se caracterizan porque no necesitan de un (mini-router) o nodo central, de manera que si en alguna ocasión uno de los nodos sufre un desperfecto, no se cae toda la red, dado que el resto de los nodos de la red no pasan por el nodo dañado. Permitiéndole a quien le utiliza un nivel elevado de confianza.   Cada uno de los nodos que conforman esta red son compatibles con el estándar IEEE 802.11 y configurada en modo ad-hoc, esto quiere decir que puede operar como una estación cliente o como un enrutador.  

### Ventajas
•	Es una red confiable dado que si uno de sus nodos sufre daños, la posibilidad de que intervenga con las acciones de los demás nodos es casi nula.
•	Fácil instalación, cuando un nodo encuentra a otro, está listo para brindar servicio. 
•	Todos los servidores se comunican entre sí.
•	Se puede enviar información entre nodos

### Desventajas
•	Latencia, debido a la cantidad de saltos que da desde su partida hasta su destino genera retraso.  
•	Puede haber interferencias por el limitado número de canales de las redes WLAN.  
•	Los datos que se intercambian pueden ser interceptados

## Redes malladas en España
Son muchas las ciudades españolas que ya disponen de redes malladas. Desde pequeños municipios de 3.000 habitantes a grandes ciudades como Madrid o Barcelona, las pequeñas redes malladas se están extendiendo progresivamente en otras ciudades. Sin embargo sólo en Avilés, en 2007, y en Zaragoza, en 2008, se han desarrollado grandes redes malladas municipales con soporte para ToIP, VoIP y movilidad gracias al impulso de ambos ayuntamientos.
Generalmente se les dan unos usos internos, bien para servicios de tráfico y movilidad, comunicaciones, informática o seguridad ciudadana. Otra forma de realizar despliegues es a base de servicios al ciudadano, con las llamadas Wireless Cities: acceso a la web municipal, a Internet, o a servicios en local (juegos en red, p2p, etc) suele ser la otra forma de empezar los despliegues.
La CMT establece unos claros criterios sobre cómo prestar servicios al ciudadano y que no entren en competencia desleal con el sector privado, por lo que las denuncias a Atarfe, Barcelona o Ponteareas son cosa del pasado. En 2007 multitud de ayuntamientos iniciaron sus trámites y ofertan sus servicios de una manera eficaz cumpliendo con la legislación vigente.